# Мивсева
Мивсева́ —  село в Україні, у Львівському районі Львівської області. Населення становить 43 особи. Орган місцевого самоврядування - Бібрська міська рада.